# Chorebus thisbe
Chorebus thisbe är en stekelart som först beskrevs av Nixon 1937.  Chorebus thisbe ingår i släktet Chorebus och familjen bracksteklar. Inga underarter finns listade i Catalogue of Life.